# Siły wytwórcze
Siły wytwórcze – potencjał produkcyjny danego społeczeństwa, techniczna strona procesu produkcji.
Na strukturę sił wytwórczych składają się dwa zasadnicze elementy:
- człowiek (siła robocza) jako istota mająca zdolność celowego działania w procesie produkcji i posiadająca określony zasób wiedzy praktycznej i naukowej;
- środki produkcji (materialna strona procesu produkcji), w skład których wchodzą: środki pracy (narzędzia pracy i urządzenia pomocnicze) oraz przedmioty pracy (surowce i półfabrykaty).

Te elementy sił wytwórczych nazywane są również w literaturze ekonomicznej odpowiednio: czynnikiem ludzkim i czynnikiem rzeczowym procesu produkcji, a także pracą żywą i pracą uprzedmiotowioną lub też pracą i kapitałem.
Współdziałanie obydwu tych czynników sił wytwórczych jest konieczne w procesie produkcji. W pewnych granicach istnieje jednak zjawisko „substytucyjności czynników produkcji”, np. możliwość zastępowania pracy ludzkiej przez pracę maszyn. Zjawisko to jest typową cechą dynamizmu rozwoju sił wytwórczych. Mechanizm tego rozwoju polega na wzajemnym oddziaływaniu i doskonaleniu środków produkcji przez człowieka, i na odwrót - człowieka przez środki produkcji.